# Myrmoborus
Myrmoborus és un gènere d'ocells de la família dels tamnofílids (Thamnophilidae). Agrupa espècies pròpies de la conca amazònica, on es distribueixen des del centre de Colòmbia cap a l'est fins a les Guaianes i nord del Brasil, cap al sud fins al sud-est del Perú, nord-oest de Bolívia i centre sud de l'Amazònia brasilera.

## Descripció
Els ocells d'aquest gènere són formiguers força grassonets, de cua curta, mesurant entre 12,5 i 13,5 cm de longitud. De plomatge força atractiu, principalment les femelles en tons de marró a canyella i blanc, algunes amb màscares facials negres, i els mascles en tons de negre blavós a gris clar. Habiten al sotabosc i a les vores de selves humides amazòniques.

## Taxonomia
El gènere va ser erigit pels ornitòlegs alemanys Jean Cabanis i Ferdinand Heine el 1860 amb el formiguer cellut com a espècie tipus. El nom del gènere és una combinació de dues paraules gregues: murmos, que significa formiga i -boros (de bibros), que significa -devorador.
Estudis taxonòmics recents van indicar clarament que l'espècie Percnostola lophotes pertanyia al present gènere. A l'estudi d'Isler et al 2013, l'objectiu del qual era analitzar la monofília del gènere Myrmeciza, que va incorporar a l'estudi les espècies relacionades dels gèneres Percnostola i Myrmoborus, els resultats de les anàlisis geneticomoleculars van sorprendre en demostrar amb molt bon suport que Percnostola lophotes estava inclosa en un subclade compost per les espècies de Myrmoborus i que era germana de M. melanurus. La filogènia va ser confirmada per les característiques morfològiques i comportamentals. La Proposta N° 744 al Comitè de Classificació de Sud-americà (SACC), transferint aquesta espècie per a Myrmoborus va ser aprovada.
Segons la Classificació del Congrés Ornitològic Internacional (versió 14.2, 2024) aquest gènere està format per cinc espècies:
- formiguer cuanegre - (Myrmoborus melanurus).
- formiguer crestat - (Myrmoborus lophotes).
- formiguer caranegre - (Myrmoborus myotherinus).
- formiguer cellut - (Myrmoborus leucophrys).
- formiguer de pit cendrós - (Myrmoborus lugubris).